# Düse (DJ)
Düse (eigentlich Daniel Peter) ist ein deutscher Techno-DJ aus Berlin.

## Karriere
1994 begann Daniel Peter mit dem DJing und 1998 trat er erstmals bei der Loveparade auf. Danach bekam er seine erste Anstellung als Resident-DJ. In den folgenden Jahren legte er nicht nur in Berlin, sondern auch in Polen und auf Mallorca auf.
Ab 2000 produzierte er auch eigene Tracks und seine erste Veröffentlichung war 2001 Mach mich an. Im Jahr darauf hatte er mit Nackig einen großen Clubhit, der es bis in die deutschen Singlecharts brachte.
Des Weiteren fertigte er auch einige Remixe an, unter anderem für Discobitch, Lexy & K-Paul und DJ Casper. Von 2000 bis 2003 arbeitete er auch an dem im Umfeld der Loveparade entstandenen Lovestern Galaktika Project mit. Mit Jens Lissat zusammen veröffentlichte er 2003 und 2004 weitere Singles. Das Projekt Blackjackers mit Toby Montana folgte ab 2005.

## Diskografie
Singles
- Mach mich an (2001)
- Nackig (2002)
- Disco Düse (2003)
- (Ich bin so wild nach deinem) Erdbeermund (Lissat vs. Düse, 2003)
- Music Is My Life (Lissat vs. Düse, 2004)